# Joan Baptista Guivernau
Joan Baptista Guivernau i Sans (Barcelona, 1908 - 2001) fue un ceramista tradicional que colaboró en la recuperación hacia los años 1950 de la cerámica catalana de iconografía de oficios y santos para ornamentar algunos elementos importantes de las casas o de las calles.

## Historia
En Barcelona destaca el panel de la fuente de la Portaferrissa, realizado para conmemorar las fiestas de la Merced del año 1959. También se puede destacar los paneles de azulejos del Pueblo español de Barcelona o los de los Marítimo y el de Historia de la Ciudad de Barcelona.

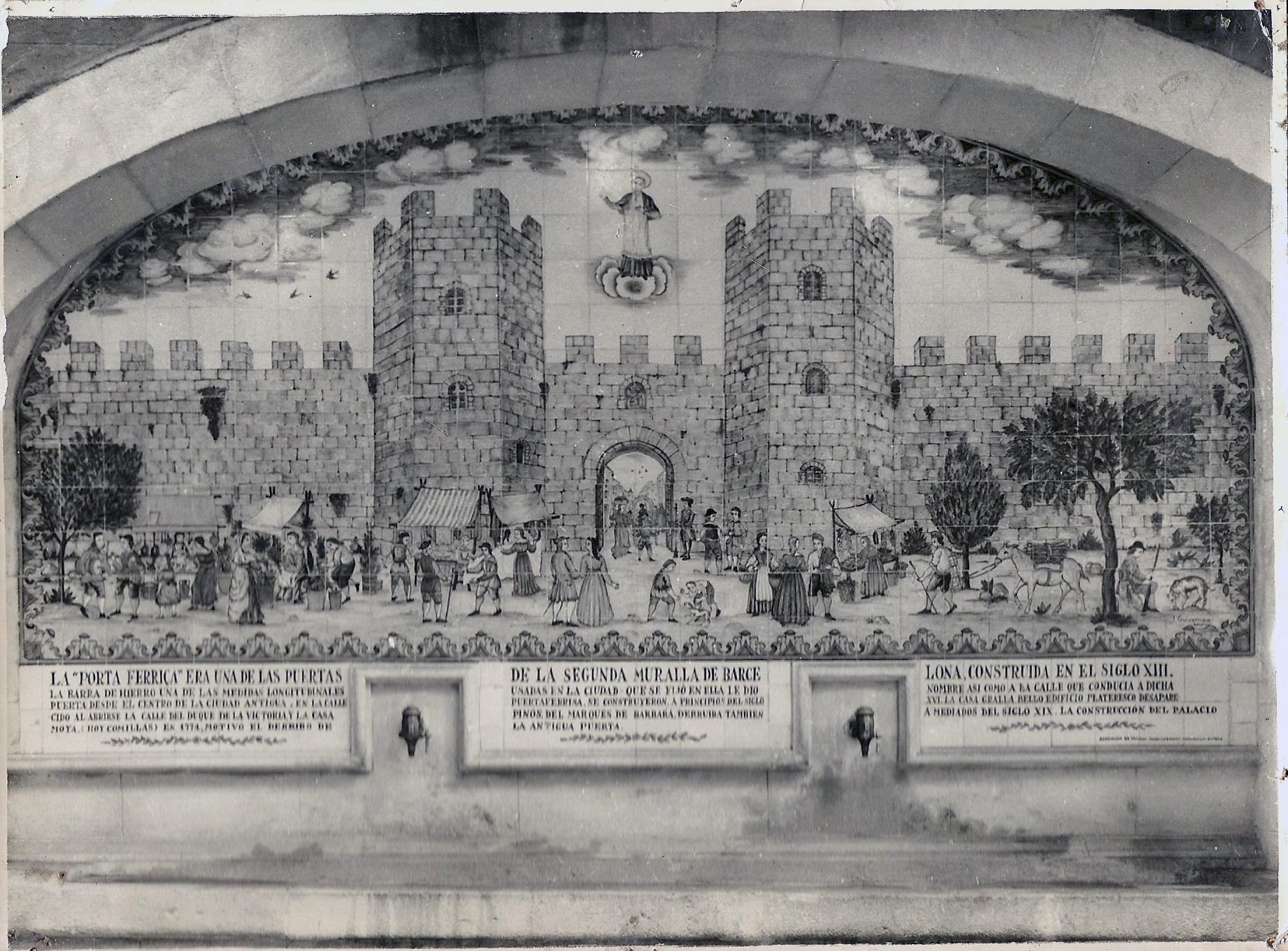
Fuente de Portaferrissa, inaugurada durante las fiestas de la Merced de 1959.

También se puede encontrar obra suya en Montserrat, en el lateral de la entrada del monasterio se puede admirar un enorme panel de la Virgen de Montserrat, donde diariamente los peregrinos depositan las luces votivas. En el Camino de los Artistas de Montserrat también se pueden ver muchos paneles dedicados a las diferentes vírgenes y santas patronas de muchos pueblos de Cataluña. En el Museo de Premià de Dalt también se conservan algunas obras suyas.
Todo ello hizo que su taller adquiriera prestigio, resultando premiado numerosas veces por su maestría. A partir de 1941 celebró diferentes exposiciones en Barcelona. Otra de las tareas de su taller fue la restauración de obras antiguas, así como relojes de sol. Su estilo se reconoce fácilmente por el tratamiento de la perspectiva ya que las figuras siempre se contextualizan en un fondo de paisaje con elementos arquitectónicos alusivos al personaje central. Paralelamente, utiliza colores ocres y tonalidades diversas de azules y verdes. El motivo de las nubes azules con forma de flores se repite en casi toda su obra.